# Graafschap Delmenhorst
Het graafschap Delmenhorst was een tot de Nederrijns-Westfaalse Kreits behorend graafschap binnen het Heilige Roomse Rijk.

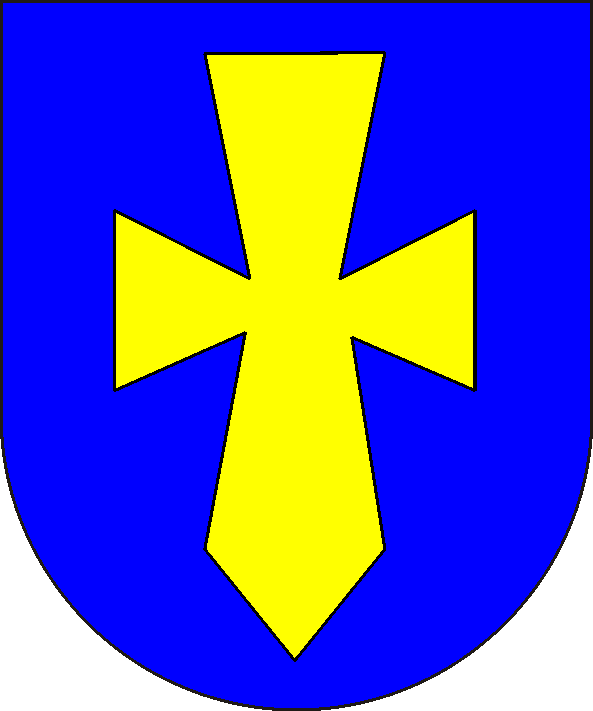
graafschap Delmenhorst

De Delmenhorst wordt voor het eerst in 1254 vermeld als burcht van de graven van Oldenburg. Rondom dit kasteel ontwikkelde zich de latere  stad  Delmenhorst. Van 1281 tot 1447 resideerde er een jongere tak van het huis Oldenburg, die uitstierf met aartsbisschop Nicolaas van Bremen.
Oldenburg en Delmenhorst werden herenigd onder graaf Dirk die na zijn huwelijk met Hedwig van Holstein ook het graafschap Holstein verwierf. 
In 1463 werd er opnieuw een zijlinie te Delmenhorst gevestigd door de derde zoon van graaf Dirk. In 1482 werd het graafschap door het prinsbisdom Münster bezet en na de dood van de laatste graaf Jacob bleef de bezetting door Münster bestaan.
In 1547 slaagden de graven van Oldenburg erin de burcht en het land op Münster te heroveren, waardoor de graafschappen weer herenigd werden
In 1577 werd er voor de derde keer een jongere tak te Delmenhorst gevestigd met graaf Anton II. De laatste graaf was Christiaan die in 1647 overleed. Daardoor vond de definitieve hereniging met Oldenburg plaats. 

Na het uitsterven van de graven van Oldenburg in 1667 kwamen beide graafschappen aan de koning van Denemarken. Onder Deens bewind werd Delmenhorst van 1711 tot 1731 verpand aan het keurvorstendom Hannover. In 1774 werden de graafschappen Oldenburg en Delmenhorst verenigd tot het hertogdom Oldenburg voor het huis Holstein-Gottorp.

## Regenten
| regering  | naam          | geboren   | overleden  | familie |
| --------- | ------------- | --------- | ---------- | ------- |
| 1547-1573 | Anton I       | 1505      | 22-1-1573  |         |
| 1573-1577 | Jan VII       | 9-9-1540  | 12-11-1603 | zoon    |
| 1577-1619 | Anton II      | 8-9-1550  | 25-10-1619 | broer   |
| 1619-1622 | Anton Hendrik | 8-2-1604  | 1-9-1622   | zoon    |
| 1619-1647 | Christiaan    | 29-9-1612 | 23-5-1647  | broer   |